# Cho Yi-tsen
Cho Yi-tsen (chinesisch 趙以岑, Pinyin Zhào Yǐcén; * 4. Mai 2001) ist eine taiwanische Tennisspielerin.

## Karriere
Cho spielt bislang vor allem Turniere der ITF Women’s World Tennis Tour, wo sie bislang 15 Titel im Doppel gewinnen konnte.
Bei den Australian Open 2017 rutschte sie mit Partnerin Joanna Garland als Nachrücker ins Hauptfeld des Juniorinnendoppel. Die beiden verloren aber bereits ihre Erstrundenbegegnung gegen Anri Nagata und Thasaporn Naklo mit 3:6 und 5:7. Bei den Taipei OEC Open 2019, einem Turnier der WTA Challenger Series erreichte sie mit Partnerin Cho I-hsuan das Halbfinale.
Im Juli 2025 gewann Cho in Rom im Doppel zusammen mit ihrer Partnerin Cho I-hsuan ihr erstes Turnier im Rahmen der WTA Challenger Series. Im Finale besiegten sie das Team Ekaterine Gorgodse/Darja Semeņistaja mit 4:6, 6:4, [10:6].

## Turniersiege

### Doppel
| Nr. | Datum             | Turnier             | Kategorie      | Belag     | Partnerin   | Finalgegnerinnen                        | Ergebnis          |
| --- | ----------------- | ------------------- | -------------- | --------- | ----------- | --------------------------------------- | ----------------- |
| 1.  | 24. Juni 2017     | Taipeh              | ITF $15.000    | Hartplatz | Cho I-hsuan | Eudice Chong Katherine Ip               | 6:2, 6:3          |
| 2.  | 15. Oktober 2022  | Scharm asch-Schaich | ITF W15        | Hartplatz | Cho I-hsuan | Patricija Paukštytė Liisa Varul         | 6:0, 6:0          |
| 3.  | 5. November 2022  | Scharm asch-Schaich | ITF W15        | Hartplatz | Cho I-hsuan | Dong Na Mananchaya Sawangkaew           | 6:2, 7:64         |
| 4.  | 26. November 2022 | Scharm asch-Schaich | ITF W15        | Hartplatz | Cho I-hsuan | Aljona Falej Aglaya Fedorova            | 6:3, 3:6, [10:5]  |
| 5.  | 3. Dezember 2022  | Scharm asch-Schaich | ITF W15        | Hartplatz | Cho I-hsuan | Aglaya Fedorova Elizaveta Masnaia       | walkover          |
| 6.  | 10. Dezember 2022 | Scharm asch-Schaich | ITF W15        | Hartplatz | Cho I-hsuan | Schanel Rüstemowa Aruschan Saghandyqowa | 6:1, 6:0          |
| 7.  | 18. März 2023     | Jakarta             | ITF W15        | Hartplatz | Cho I-hsuan | Eliessa Vanlangendonck Amelia Waligora  | 5:7, 6:2, [10:4]  |
| 8.  | 14. Oktober 2023  | Shenzhen            | ITF W40        | Hartplatz | Cho I-hsuan | Feng Shuo Zheng Wushuang                | 7:5, 6:3          |
| 9.  | 2. März 2024      | Ipoh                | ITF W15        | Hartplatz | Cho I-hsuan | Guo Meiqi Xiao Zhenghua                 | 6:4, 6:2          |
| 10. | 9. März 2024      | Kuala Lumpur        | ITF W15        | Hartplatz | Cho I-hsuan | Lin Fang-an Yuan Chengyiyi              | 6:3, 7:5          |
| 11. | 13. April 2024    | Shenzhen            | ITF W50        | Hartplatz | Cho I-hsuan | Feng Shuo Wang Jiaqi                    | 6:3, 6:4          |
| 12. | 15. Juni 2024     | Taizhou             | ITF W50        | Hartplatz | Cho I-hsuan | Wang Meiling Yao Xinxin                 | 2:6, 7:65, [10:7] |
| 13. | 29. Juni 2024     | Taipeh              | ITF W35        | Hartplatz | Cho I-hsuan | Hsieh Yu-Chieh Lin Fang-an              | 6:2, 1:6, [10:5]  |
| 14. | 7. Juni 2025      | Caserta             | ITF W75        | Sand      | Cho I-hsuan | Ariana Geerlings Wakana Sonobe          | 6:3, 7:65         |
| 15. | 21. Juni 2025     | Blois               | ITF W75        | Sand      | Cho I-hsuan | Ángela Fita Boluda Laura Pigossi        | 7:5, 4:6, [10:5]  |
| 16. | 19. Juli 2025     | Rom                 | WTA Challenger | Sand      | Cho I-hsuan | Ekaterine Gorgodse Darja Semeņistaja    | 4:6, 6:4, [10:6]  |